# Обрадович, Саша
Са́ша Обра́дович (серб. Саша Обрадовић; род. 29 января 1969, Белград) — югославский и сербский баскетболист и тренер, игравший на позициях разыгрывающего защитника и атакующего защитника. В составе сборной Югославии становился серебряным призёром Олимпийских игр (1996), чемпионом мира (1998), трёхкратным чемпионом (1995, 1997, 2001) и бронзовым призёром (1999) чемпионата Европы.

## Тренерская карьера
Сразу после ухода из баскетбола Обрадович начал тренерскую карьеру и был назначен главным тренером «Рейн Энерги Кёльн», где проработал до 2008 года. Он также тренировал «Киев», «Турув Згожелец» и «Донецк». После работы в этих командах Обрадович присоединился к берлинской «Альбе» в 2012 году.
23 мая 2016 года было объявлено, что Обрадович покинет «Альбу».
В ноябре 2016 года Обрадович подписал контракт на пост главного тренера российского клуба «Локомотив-Кубань». Он покинул «Локомотив-Кубань» 4 ноября 2018 года.
В феврале 2019 года Обрадович был назначен главным тренером «Монако». В июне 2020 года он покинул «Монако».
Первое знакомство с НБА Обрадович получил, тренируя в Летней лиге команды «Бруклин Нетс», «Атланта Хокс» и «Сан-Антонио Сперс».
10 июня 2020 года «Црвена Звезда» назначила Обрадовича новым главным тренером. Одержав всего 5 побед в 16 матчах Евролиги, 24 декабря 2020 года он покинул клуб.
13 декабря 2021 года Обрадович вновь назначен главным тренером клуба «Монако». 15 ноября 2024 года клуб отправил тренера в отставку.

## Достижения

### Достижения как игрока
- Серебряный призёр Олимпийских играх: 1996
- Чемпион мира: 1998
- Чемпион Европы: 1995; 1997; 2001
- Бронзовый призёр чемпионата Европы: 1999
- Трёхкратный чемпион Югославии: 1993; 1994; 2001
- Обладатель Кубка Югославии: 2001
- Обладатель Кубка Кубков: 1995
- Чемпион Германии: 1997

### Достижения как тренера
- Чемпион Германии: 2006
- Обладатель Кубка Германии: 2007
- Серебряный призёр чемпионата Украины: 2011
- Бронзовый призёр Кубка Украинской Суперлиги: 2011
- Чемпион Украины: 2012